# Żdegiele
Żdegiele (biał. Ждэгелі; ros. Ждегели) – wieś na Białorusi, w obwodzie witebskim, w rejonie brasławskim, w sielsowiecie Widze.

## Historia
W czasach zaborów w granicach powiatu nowoaleksandrowskiego Imperium Rosyjskiego.
W latach 1921–1945 wieś leżała w Polsce, w województwie nowogródzkim (od 1926 w województwie wileńskim), w powiecie brasławskim, w gminie Widze.
Według Powszechnego Spisu Ludności z 1921 roku zamieszkiwało tu 106 osób, 97 było wyznania rzymskokatolickiego a 6 staroobrzędowego. Jednocześnie 94 mieszkańców zadeklarowało polską przynależność narodową a 12 inną. Były tu 22 budynki mieszkalne. W 1931 w 32 domach zamieszkiwało 171 osób.
Miejscowość należała do parafii rzymskokatolickiej w Wasiewiczach. Podlegała pod Sąd Grodzki w Turmoncie i Okręgowy w Wilnie; właściwy urząd pocztowy mieścił się w Widzach.
Do 1959 wchodziła w skład sielsowietu Błażyszki.